# ウンベルト・ボッシ
ウンベルト・ボッシ（イタリア語：Umberto Bossi、1941年9月19日 - ）は、イタリアの政治家。同盟（旧・北部同盟）初代書記長及び名誉代表。行政改革担当大臣、自治大臣、下院議員（6期）、上院議員（2期）などを歴任した。
共産主義者からの転向者で（北部同盟でボッシの後任に就いたマッテオ・サルヴィーニも共産主義からの転向者である）、革新思想に属する地方分権について興味を抱いたことから次第に郷土主義に軸を移すようになる。旧来の大政党が汚職摘発で崩壊したタンジェントポリ後の政界において、政治目標の為には国家分裂をも辞さない強硬姿勢から支持を集めて党勢を伸ばすが、自身も汚職事件によって失脚した。

## 経歴

### 共産主義からの転向
1941年9月19日、第二次世界大戦中にロンバルディア州ヴァレーゼ県のカッサーノ・マニャーゴでアンブロージオ・ボッシの子として生まれる。父は隣接するガッララーテで働く工場労働者で、母も共働きとして建物の管理人をしていた典型的な労働者階級だった。後に政治家になった際の記録では「技術専門学校で電気技師の資格を取得し、パヴィア大学に進んで医学を学んで自然科学の学位を取得した」とされる。一方で「学位は取得できなかった」として、電気技師の資格のみを取得したとの記載も混在している。青年時代から共産主義に傾倒して新左翼政党であるイタリア・プロレタリア共産主義連合の活動家として行動した。
1975年、イタリア共産党に入党した。地元であるヴァレーゼ県のサマラーテ共産党支部に配属されたが、この際に実際には医師免許を持っていないにもかかわらず「医師」として党員証を取得している。サマラーテの共産党支部ではチリのピノチェト政権への反対運動などに従事した他、アマチュアのギターシンガーとしても活動している。
1970年代までのボッシは無名の政治家だったが、第二次世界大戦中の反政府組織を原型とするアオスタの地域政党「ヴァルドスタン連合」との関わりから頭角を現し始める。運動の指導者であるブルーノ・サルヴァドーリが主張する郷土主義と反国家主義・反ファシズムの影響を受けて共産主義から郷土主義に転向した。1980年にブルーノが事故死するとアオスタを離れて、故郷での組織作りを始めた。

### 北部同盟

#### 第1次ベルルスコーニ内閣
1984年4月12日、ロンバルディア州の地域政党「ロンバルディア州自治同盟をポンティーダで設立、2年後にロンバルディア同盟へ改称した。ミラノを中心に最も経済的に豊かなロンバルディア州が、他州に税収を奪われているとする主張は一定の支持を集めた。1987年、総選挙に出馬して上院議員に当選、下院でも別の候補者が当選して計2議席を獲得した。国政での成功を期に北イタリア各地の地域政党と連合を主導し、ヴェネツィア同盟、ピエモンテ自治運動、リグリア連盟、エミリア・ロマーニャ同盟、トスカーナ連合と選挙連合「ロンバルディア同盟・北部連合」を結成した。
1989年、ロンバルディア同盟・北部連合は8.1%を得票して2名の欧州議会議員が当選した。ボッシは選挙連合を政党に発展させる事を働きかけ、同年12月4日に北部同盟（Lega Nord）を結成して初代書記長となった。北部各州を取り纏めてからは「北部と南部」の構図で郷土主義を扇動する方針を立て、南部が不況の北部経済を蝕んでいると主張した。「南部のテローネ」（土人）と差別的な演説を繰り返して左派から批判を受ける一方、反国家主義者として右派の民族主義も攻撃するなど、ボッシは必要に応じて立場や言動を次々と変遷させた。大企業やカトリック教会への攻撃も行うなど、持論より大衆の動向を優先するポピュリストとしての側面があった。
1992年、タンジェントポリと呼ばれる大規模な汚職摘発でイタリアの既存政党が打撃を受け、政界再編の流れが生じた。汚職の背景に南部のマフィアが存在していた事もあり、ボッシと北部同盟の過激な主張が大きくクローズアップされる事となった。同年の総選挙で北部同盟は下院55議席、上院25議席を獲得して党勢を伸ばした。1994年、同じく総選挙で躍進した中道右派のフォルツァ・イタリア、極右のイタリア国民同盟と第一次ベルルスコーニ内閣を樹立した。ボッシは地方分権政策の見直しを連立政権に求めたが、極右である国民同盟との対立から認められなかった。
1995年、北部同盟の連立離脱により第一次ベルルスコーニ内閣は早期に退陣した。

#### パダーニャ事件と迷走
1996年、野党に転じてからもボッシは過激な主張で支持を集め、地方分権に関しては「連邦制への移行」もしくは「北部諸州の分離独立」を要求するに至るまでエスカレートしていった。同年9月15日、ヴェネツィアでポー平原に由来する新国家パダーニャ（Padania）の独立宣言を行い、党名も「パダーニャ独立の為の北部同盟」（Lega Nord per l'Indipendenza della Padania）を正式名称としたが、左派政党を中心とした政府与党からは黙殺された。独立議会の選挙というパフォーマンスも行ったが、独立宣言は自国政府はもちろん国際社会からも一切承認されなかった。
1998年、演説でボッシは「我々はネオ・ファシストの悪党共を追い詰めなければなりません。彼らが我々から票を奪うのなら、我々は大戦の後のように奴等を暴力で排除しましょう」と発言した。戦後に共産パルチザンがRSI軍（枢軸側に残って戦ったムッソリーニ派の反政府勢力）の兵士達を虐殺した事を賞賛するような発言はイタリア社会運動を前身とする国民同盟から大きな反発を呼び、ボッシは「暴力を扇動した」として禁固1年の判決を言い渡された。またフォルツァ・イタリアとも党首であるシルヴィオ・ベルルスコーニを「マフィア」と罵倒して険悪な間柄となった。
左右両勢力から敵視された北部同盟とボッシは政界で孤立し、党内においても独立を非現実的と感じる党員が離党して他党に移籍する動きが起きた。

#### 第2次・第3次ベルルスコーニ内閣
1999年、欧州議会選挙で得票率が4.5%にまで下落した事で、ボッシは独立という新たな政治路線が失敗したと判断した。以降、党員向けの機関紙などを除いて北部同盟が独立を主張する事は殆どなくなった。代わりに北部経済の新たな障害となっていた外国人移民に対する攻撃をスローガンに加え、演説では黒人やイスラム教徒への中傷を繰り返した。他に反EUの姿勢も見せ、「共産主義的な銀行屋の巣窟」と攻撃した。
2001年、独立を取り下げて移民を攻撃した事で右派政党とも意見が一致し易くなり、再びフォルツァ・イタリア、国民同盟と連立して第2次ベルルスコーニ内閣が成立した。内閣では地方自治も所管とする行政改革担当大臣に就任したが、むしろ話題は外国人攻撃の政策に集中した。移民への指紋押捺を求める「移民対策法」を成立させ、不法移民にも「移民船が警告射撃をしても従わない場合は撃沈しても構わないと命令した」と発言して論争を呼んだ。
2004年、演説中に脳卒中で倒れて病院に搬送され、議員・大臣を辞職して政治活動から身を引いて静養した。
2005年1月11日、ロンバルディア州ルガーノにある政治家カルロ・カッターネオ（イタリア統一戦争で連邦主義による国家建設を主張した）の屋敷で復帰会見を行った。復帰後は長年の構想であったイタリアの連邦主義者を統括する団体を設立すべく、シチリアで「南イタリア版北部同盟」とも呼ばれる「自治運動」と政治同盟を結ぶ事に同意した。二つの党のシンボルマークを合一したものを製作し、北部に在住する南部出身者への呼び掛けも行ってより幅広い層への支持拡大を図った。
2008年、総選挙で下院60議席・上院26議席を獲得して結党以来の勝利を収め、フォルツァ・イタリアと国民同盟が合同した「自由の人民」と連立を組んで第3次ベルルスコーニ内閣が成立させた。ボッシは行政改革担当大臣を改称した連邦政策担当大臣に就任した。

### 失脚
ベルルスコーニの長期政権で汚職が多発した事で国民の支持率が下がり、自由の人民が解散した事で右派政党は分裂状態に陥った。また五つ星運動の台頭で左派政党も衰退するなどタンジェントポリ以来となる政治的混乱が広がっていた。その中で北部同盟でも世代交代を求める若手党員らがボッシの勇退を求め始めた。元よりボッシは党を私物化しているとの疑惑があり、七光りでロンバルディア州議会議員に当選させた息子レンツォ・ボッシの相次ぐスキャンダルが批判されていた事も背景にあった。
2012年、北部同盟内で党費の不正流用疑惑が持ち上がり、調査が行われた結果として横領を実行した会計責任者がボッシ家の個人口座に送金していた事が明らかとなった。警察の捜査によれば自宅の改修や家族の生活費などに充てていたと見られている。それまでは創設者の立場を盾にして切り抜けていたが今回は責任追及を求める声が収まらず、4月5日に20年間続けていた書記長職から退任した。理事による集団指導体制を経てロベルト・マローニが第2代書記長に選出された。退任後にボッシは「名誉代表」の称号を与えられたが名目上の役職であり、全ての党内権限を剥奪された。

#### サルヴィーニとの対立
2013年、総選挙で北部同盟が大敗を喫するとロンバルディア州知事に当選したマローニは書記長を退任した。好機と見たボッシは書記長復帰を声明したが、同盟内から不満が噴出した事でマッテオ・サルヴィーニが対抗馬に立ち、初の書記長選挙が行われた。選挙でボッシは大差でサルヴィーニに破れた。サルヴィーニは右派ポピュリストに再転向して北部同盟を「同盟」に再編したが、ボッシはサルヴィーニが国家主義やファシズムへの同調すら示した事を猛烈に非難した。共産主義から転向し、次いで郷土主義から外国人移民・反EUに論点を移動させたのは自身も同じであったが、ボッシにとって反国家主義・反ファシズムに関しては譲れない部分であった。
2017年、書記長選挙で反サルヴィーニ派のジャンニ・ファヴァを支援したが、サルヴィーニが書記長に再選された。
2018年、総選挙でサルヴィーニ体制の同盟は圧勝して五つ星運動と連立政権を組閣した。ボッシも上院で再選されているが、選挙後に行われたポンティーダでの党大会で登壇すら許可されず、創設者の権威を失った状態であることが示された。

## 家族
プライベートでは2度結婚している。政治的主張のために奇異な名前を子供に付けたことでも知られ、長男にはロベルト・リベルタ（伊: Roberto Libertà、「リベルタ」はイタリア語で「自由」を意味する女性名詞）、次男にはエリダノ・シリオ（伊: Eridano Sirio、「エリダノ」はポー川に宿るとされる神）と名付けた。また息子の一人であるレンツォはロンバルディア州議会議員に当選しているが、高校を複数回留年した事やディプロマミルでの大学卒業疑惑、芸能人との恋愛スキャンダルなどが報道されている。